# Пареха, Карлос Сильва
Карлос Сильва Пареха (исп. Carlos Silva Pareja; 5 ноября 1909 Гуаякиль, Эквадор —11 мая 1968, Гуаякиль) — эквадорский композитор и музыкант-гитарист, певец.

## Биография
Самостоятельно научился играть на гитаре.
В 1926 году поступил в музыкальную школу при Гуаяском благотворительном обществе, где изучал игру на эуфониуме. Учился около четырёх лет; изучал также композицию, начал писать собственную музыку.
В 1942 году продолжил обучение в музыкальной академии Италии под руководством Д. Негри.

## Творчество
Музыку начал писать в 18-летнем возрасте.
По мнению музыкальных критиков, творчество К. С. Пареха — истинный пример современного осмысления эквадорского фольклора. Обладал сильным и ясным голосом.
Автор ряда произведений в жанре пасильо (эквадорская народная песня).
Среди его произведений:
- Bajo la tarde (пасильо) ;
- Desde aquella mañana (пасильо) ;
- El último beso (пасильо) ;
- La canción del dolor (пасильо) ;
- Lirios marchitos (пасильо) ;
- Pasionaria (пасильо) ;
- Perla negra (пасильо);
- Piedad (пасильо)
- Soledad